# Eulasia genei
Eulasia genei es una especie de coleóptero de la familia Glaphyridae.

## Distribución geográfica
Habita en Jordania y Siria.